# Коммунистическая партия
Коммунисти́ческая па́ртия (компартия) — революционная политическая партия, которая ставит своей конечной целью построение коммунизма. 
Первой коммунистической политической организацией, послужившей предтечей для будущих коммунистических партий, был Союз коммунистов, созданный Карлом Марксом. С конца XX века многие коммунистические партии перешли на более умеренные позиции, отказавшись от таких радикальных установок, как курс на вооружённое восстание (бунт) как непременное условие прихода к власти партии, установление диктатуры пролетариата, и, признав «парламентскую демократию», частную собственность и рыночные отношения, то есть фактически перестав быть коммунистическими.
В одной стране одновременно может существовать сразу несколько коммунистических партий, течений и групп. Так, например, в Непале действуют более двух десятков коммунистических партий различного толка.

## История

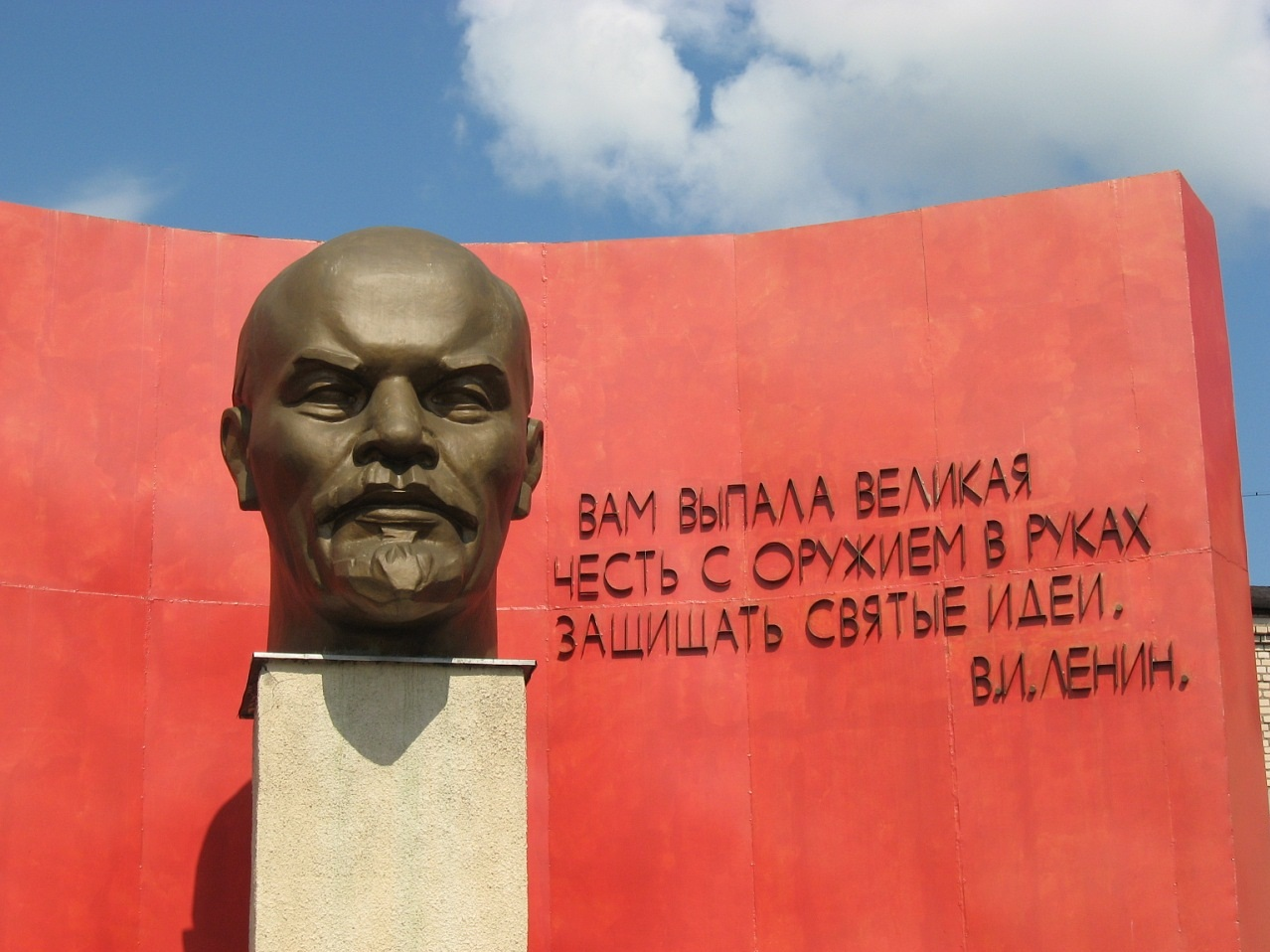
Памятник В. И. Ленину, Минск надпись: Вам выпала великая честь с оружием в руках защищать святые идеи.
В. И. Ленин.

В XX веке в разное время коммунистические партии возглавляли:
- Союз Советских Социалистических Республик,
- Социалистическую Федеративную Республику Югославия,
- Народную Республику Болгарию,
- Социалистическую Республику Румыния,
- Венгерскую Народную Республику,
- Чехословацкую Социалистическую Республику,
- Польскую Народную Республику,
- Германскую Демократическую Республику,
- Народную Социалистическую Республику Албанию,
- Монгольскую Народную Республику,
- Тувинскую Народную Республику,
- Бухарскую Народную Советскую Республику,
- Хорезмскую Народную Советскую Республику,
- Венгерскую Советскую Республику,
- Демократическую Кампучию,
- Народную Республику Кампучия,
- Народную Республику Ангола,
- Демократическую Республику Афганистан

Коммунистические партии продолжают возглавлять в XXI веке:
- Китайскую Народную Республику,
- Социалистическую Республику Вьетнам,
- Лаосскую Народно-Демократическую Республику,
- Республику Куба.
- Корейскую Народно-Демократическую Республику

Коммунистические партии в XXI веке возглавили:
- Федеративную Демократическую Республику Непал,

6-я статья Конституции СССР 1977 года закрепляла руководящую роль Коммунистической партии:
«вооружённая марксистско-ленинским учением, Коммунистическая партия определяет генеральную перспективу развития общества, линию внутренней и внешней политики СССР, руководит великой созидательной деятельностью советского народа, придаёт планомерный научно обоснованный характер его борьбе за победу коммунизма»6 статья Конституции СССР
.
В период перестройки начатые по инициативе Михаила Горбачёва демократические реформы, включавшие отмену однопартийной системы, ослабили идеологический и партийный контроль в странах Варшавского блока и в самом Советском Союзе, что привело к смене власти в социалистическом блоке, закончившись парадом суверенитетов и распадом СССР.
Правящие коммунистические партии, прекратившие существование:

| - Коммунистическая партия Чехословакии (1992 г.) - Народно-демократическая партия Афганистана (1992 г.) - Коммунистическая партия Советского Союза (1991 г.) - Союз коммунистов Югославии (1991 г.) - Албанская партия труда (1991 г.) - Народно-революционная партия Кампучии (1991 г.) | - Болгарская коммунистическая партия (1990 г.) - Социалистическая единая партия Германии (1990 г.) - Польская объединённая рабочая партия (1990 г.) - Народное движение за освобождение Анголы — Партия труда (1990 г.) - Румынская коммунистическая партия (1989 г.) - Венгерская социалистическая рабочая партия (1989 г.) - Коммунистическая партия Кампучии (1981 г.) - Венгерская партия трудящихся (1956 г.) - Тувинская народно-революционная партия (1944 г.) - Бухарская коммунистическая партия (1922/1924 г.) - Коммунистическая партия Хорезма (1922/1924 г.) - Партия коммунистов Венгрии (1919 г.) - Непальская коммунистическая партия (2021 г.) |

## Современность
Коммунистические партии на 2025 год являются правящими в Китае, Кубе, Вьетнаме, Лаосе, КНДР и Непале — Коммунистическая партия Китая, Коммунистическая партия Кубы, Коммунистическая партия Вьетнама, Народно-революционная партия Лаоса, Трудовая партия Кореи, а также две непальские коммунистические партии: Коммунистическая партия Непала (объединённая марксистско-ленинская) и Коммунистическая партия Непала (Маоистский Центр), лидеры которых поочередно возглавляют правительство, либо входят в правительственные коалиции. 
Трудовая партия Кореи на сегодняшний день руководствуется не марксизмом-ленинизмом, а собственной идеологией чучхе и с 2021 года — кимченынизмом. Поэтому некоторые исследователи ставят под сомнение определение коммунистическая партия применительно к Трудовой партии Корея.
В Китае, Кубе, Вьетнаме, Лаосе и Северной Корее Коммунистические партии обладают всей полнотой власти, не имея сколько-нибудь серьёзной политической оппозиции. В КНР, Кубе, Лаосе и КНДР руководители государств Си Цзиньпин, Мигель Диас-Канель, Тхонглун Сисулит и Ким Чен Ын одновременно являются лидерами Коммунистических партий. Во Вьетнаме посты генерального секретаря ЦК Компартии Вьетнама и президента традиционно разделены. Лидером Коммунистической партии Вьетнама является То Лам, а президентом Социалистической республики Вьетнам с октября 2024 г. избран Лыонг Кыонг. 
В Непале ситуация принципиально иная.
В 2006 году в этой стране закончилась гражданская война между королевской властью и маоистами-инсургентами, длившаяся 10 лет. Повстанцы сложили оружие и включились в политическую жизнь. В 2008 году бывшие партизаны из Коммунистической партии Непала (маоистской) — КМН(м) добились отстранения короля от власти и провозглашения республики. Лидер Коммунистической партии Непала и в прошлом командующий партизанской армией Пушпа Камал Дахал возглавил правительство. Однако всей полноты власти коммунистам из КПН(м) не удалось добиться. Президент Непала был избран представитель Непальского конгресса Рам Баран Ядав. С тех пор власть поделили между собой три ведущие партии — Коммунистическая партия Непала (объединённая марксистско-ленинская), Непальский конгресс и Коммунистическая партия Непала (маоистская), представители которых поочерёдно возглавляют правительства.
Осенью 2015 года в Непале Коммунистическая партия Непала (объединённая марксистско-ленинская) получила власть демократическим путём. Её представители заняли посты президента и премьер-министра: заместитель председателя КПН(омл) Бидхья Деви Бхандари была избрана президентом Непала, а председатель КПН(омл) Кхадга Прасад Шарма Оли — премьер-министром. Вторая по влиянию Компартия — Коммунистическая партия Непала (маоистская) вошла в правительственную коалицию и получила посты председателя парламента и вице-президента.
В августе 2016 года лидер КПН(м) Пушпа Камал Дахал второй раз возглавил правительство и занимал пост премьер-министра до мая 2017 года.
В ноябре 2017 года — феврале 2018 года на выборах в парламент — Палату представителей и Национальную ассамблею победу одержала КПН(омл).
15 февраля 2018 года председатель Коммунистической партии Непала (объединённой марксистско-ленинской) Кхадга Прасад Шарма Оли вновь возглавил правительство — левую коалицию в составе КПН(омл) и КПН(м) (до 14 июля 2021 года).
В марте 2018 года Бидхья Деви Бхандари второй раз была избрана президентом Непала.
В мае 2018 года две коммунистические партии Непала — Коммунистическая партия Непала (объединённая марксистско-ленинская) и Коммунистическая партия Непала (маоистская) — объединились. Образовалась крупнейшая правящая Непальская коммунистическая партия. Лидеры прежних партий Кхадга Прасад Шарма Оли и Пушпа Камал Дахал стали сопредседателями объединённой коммунистической партии.
Непальская коммунистическая партия придерживается в идеологии «народной многопартийной демократии», и в стране есть реальная политическая оппозиция в лице нескольких партий, таких как Непальский конгресс. C июля 2021 года лидер Непальского конгресса Шер Бахадур Деуба возглавляет правительство, в которое вошли представители восстановленной после роспуска НКП Коммунистической партии Непала (Маоистский центр) и Коммунистической партии Непала (объединённой социалистической).
8 марта 2021 года Коммунистическая партия Непала (объединённая марксистско-ленинская) и Коммунистическая партия Непала (Маоистский Центр) восстановлены как самостоятельные партии решением суда. 26 декабря 2022 года председатель Коммунистической партии Непала (Маоистский Центр) Пушпа Камал Дахал в третий раз возглавил правительство Непала, а после него, 15 июля 2024 года, председатель Коммунистической партии Непала (объединённой марксистско-ленинской) Кхадга Прасад Шарма Оли тоже в третий раз возглавил правительство. 
В Непале коммунисты не обладают всей полнотой власти и могут проиграть демократические выборы как президентские, так и парламентские. В марте 2023 года президентом Непала избран Рам Чандра Паудел, представитель Непальского конгресса, ставший после избрания независимым. Бидхья Деви Бхандари, с 2015 по 2023 г. занимавшая пост президента Непала, ушла со своего поста, согласно Конституции. 
Схожая с Непалом ситуация сложилась на Кипре. В 2008 году Коммунистическая партия под названием Прогрессивная партия трудового народа Кипра (АКЭЛ) демократическим путём пришла к власти. Её лидер Димитрис Христофиас был избран президентом Кипра и занимал эту должность до 2013 года.
На постсоветском пространстве лишь в Молдавии коммунистам удалось прийти к власти. В 2001 году лидер Партии коммунистов Республики Молдова Владимир Воронин был избран президентом страны. В 2009 году в Кишинёве произошли массовые беспорядки, привёдшие к отставке Воронина.
В 1990-х гг. в Таджикистане Коммунистическая партия Таджикистана была правящей партией. На первых парламентских выборах в независимом Таджикистане 26 февраля 1995 года Коммунистическая партия одержала победу и 60 кандидатов от партии стали депутатами. Впоследствии место правящей партии в Таджикистане заняла Народно-демократическая партия Таджикистана, которую в апреле 1998 года возглавил президент Эмомали Рахмон. На выборах 2000 г. победу одержала Народно-демократическая партия Таджикистана. Роль Коммунистической партии значительно упала. На выборах 2020 года партия смогла провести в парламент лишь двух депутатов.
Коммунистические партии входят в правящие коалиции на Кипре и Уругвае.
- Куба - Коммунистическая партия Кубы (1959), единственная легальная партия в этой стране.
- КНДР - Трудовая партия Кореи возглавляет Единый демократический отечественный фронт (1948).
- КНР - Коммунистическая партия Китая, возглавляет Патриотический единый фронт китайского народа; Гонконг и Макао исключены из этой системы (1949)
- Вьетнам - Коммунистическая партия Вьетнама возглавляет Отечественный фронт Вьетнама (1976).
- Лаос - Народно-революционная партия Лаоса возглавляет Лаосский Фронт Национального Строительства (1975)
- Сирия - Коммунистическая партия Сирии входит в Национальный прогрессивный фронт (1963).
- Непал - С августа 2008 г. по март 2013 г., с октября 2015 г. по май 2017 г. и с февраля 2018 г. по июль 2021 г. премьер-министрами Непала становились представители коммунистических партий (Коммунистической партии Непала (маоистской) и Коммунистической партии Непала (объединённой марксистско-ленинской) (2008). В октябре 2015 году представитель Коммунистической партии Непала (объединённой марксистско-ленинской) избрана президентом Непала (2015).
- Уругвай - Коммунистическая партия Уругвая входит в Широкий фронт — коалицию, объединяющую коммунистов, социалистов, троцкистов, христианских демократов, которая находится у власти в Уругвае с 2004 года. На выборах 2004 года Широкий фронт набрал 51,7 % голосов избирателей и провёл 52 депутата из 99. Президентом Уругвая с 1 марта 2010 года стал Хосе Мухика — в прошлом член партизанского движения «Тупамарос» (Движение национального освобождения) — марксистской радикальной организации, использовавшей в вооружённой борьбе с правительством методы городской герильи (2010). В марте 2015 года представитель Широкого фронта Табаре Васкес был избран президентом Уругвая (до 2020 года), сменив прежнего главу Хосе Мухику. Представитель Компартии входит в состав правительства.
- ЮАР — Южно-Африканская коммунистическая партия. Глава Южно-Африканской Коммунистической партии Блейд Нзиманде входил в состав правительства с 2009 по 2017 гг. и с 2018 г.
- Демократическая Социалистическая Республика Шри-Ланка — Коммунистическая партия Шри-Ланки. Председатель Коммунистической партии Шри-Ланки входит в правительство.
- Венесуэла — Единая социалистическая партия Венесуэлы. Страну возглавляет лидер партии.
- Белоруссия — Коммунистическая партия Беларуси. Первый секретарь ЦК Коммунистической партии Беларуси (до мая 2017 г — руководитель ЦК Коммунистической партии Беларуси) Игорь Васильевич Карпенко входит в состав правительства — министр образования Республики Беларусь. С мая 2017 года первый секретарь ЦК Коммунистической партии Беларуси Андрей Николаевич Сокол.

## В странах бывшего СССР
| - Коммунистическая партия Российской Федерации (КПРФ); - Коммунисты России; - Российский объединённый трудовой фронт (РОТ Фронт) (Лишена регистрации в 2020 году); - Российская коммунистическая рабочая партия (РКРП) (Лишена регистрации в 2007 году); - Всесоюзная коммунистическая партия большевиков (ВКПБ); - Революционная рабочая партия (Россия) (РРП) - Левый фронт; - Трудовая Россия. |